# Fish Town
Fish Town is de hoofdplaats van de Liberiaanse county River Gee.
Bij de volkstelling van 2008 telde Fish Town 3328 inwoners.